# ZONE
ZONE，是一個日本女子偶像樂團，成員皆為北海道札幌市人（但成員MAIKO為大阪府吹田市出生），於2005年4月1日解散，經紀公司為Studio Runtime。在2011年8月宣告以三人的姿態復出。

## 簡歷
1997年6月於北海道Studio Runtime音樂學校組成，最初成員為八人，後來經過淘汰，最後剩下TAKAYO、MAIKO、MIZUHO、MIYU四人，於1999年出版Indies單曲believe in love，並曾取得北海道當地排行第一名，此時ZONE的表演形式是以TAKAYO、MIYU兩人為主唱，MAIKO、MIZUHO兩人為舞者，當時所拍攝的PV有四人持樂器跳舞的畫面，後來演變為樂團的形式，於2001年由日本SONY正式出版第一張單曲GOOD DAYS，但當時四人並非真的演奏樂器，僅僅是拿著樂器跳舞，也因此日本媒體還創造了BANDOL這樣的名詞來形容這樣的表演團體，此後經過不斷的練習，最後演變為樂團的形式；2001年8月所發表的第三張單曲「secret base ～你給我的東西～」創造了80萬張以上的佳績，當年度並得到日本唱片大賞新人獎，一躍成為日本最知名的女子團體之一；2003年底TAKAYO退出，2004年初加入新成員TOMOKA，2005年MIZUHO提出離團要求，樂團無法繼續，同年4月1日於日本武道館舉辦最後的演唱會後解散。
樂隊解散之後，最後一張精選專輯和 FINAL LIVE DVD居然同時登上了ORICON第一位。
解散後
2007年12月23日在Zepp Sapporo舉行了「CRYSTAL LIVE "White X'mas 07(演出︰長瀨實夕(MIYU)、舞衣子(MARIA)、……)」，長瀨實夕還演唱了最多人投票的「glory colors」，途中還和舞衣子兩個人熱情對唱。這是解散以來兩個人初次共同演出。
2008年4月29日，長瀨實夕和舞衣子參加了 SHOW-YA 的「NAONのYAON」演唱了「secret base～君がくれたもの～」。
2008年11月30日，在東京都港區的爵士樂現場演奏茶館「赤坂BLITZ」召開的「POWER OF ART PROJECT 2nd LIVE」，表演者包含原ZONE的成員長瀨實夕、舞衣子、西村朝香(TOMOKA)。全體成員的表演結束之後，三人在舞台上演唱了笑顔日和等歌曲。
2011年8月期間限定再結成
为抚平2011年3月11日大地震给日本人民心灵带来的创伤，如同secret base～君がくれたもの～歌词中唱的一样，在此单曲发售后“10年后的8月”，除MIZUHO之外的三位成员：MAIKO MIYU TOMOKA三人重新结成，仅限于2011年8月进行活动。届时将发售由其他女歌手翻唱ZONE歌曲所组成的新专辑『ZONEトリビュート～君がくれたもの～』，并于14日15日两天在赤坂BLITZ举办复活演唱会。
同年12月21日發售LIVE DVD『「10年後の8月．．．」ZONE復活しまっSHOW!!～同窓会だよ全員集合！～』。
2012年6月再結成
2012年6月6日ZONE以兩人體制（MIYU、MAIKO，TOMOKA於2011限定再結成後因病退出）發售新單曲「treasure of the heart～キミとボクの奇跡～」。

## 「ZONE」的意義
1. 以新世代的實力，展開新的「領域」。
2. 以夢想越過現存的「領域」，從札幌開始→北海道→東京→日本→世界。
3. 英文字母的最後一個字母是「Z」，O比Z要前、N也比O前、E更是四個字母排序中最前的一個，所以，ZONE的意思是從Z開始，也就是從底部、從零開始一直往上進發。

## 成員
- TAKAYO（日语：TAKAYO）：，第一任團長，1985年6月13日生，血型A型，星座為双子座，身高155cm，擔任吉他與主唱，2003年以升學為由離團並與經紀公司終止契約，同年進入北海道當地短大就讀，學校畢業後，於2006年4月開設個人部落格，藝名改為Takayo，2006年6月22日於札幌舉辦個人演唱會，同年11月19日於日本澁谷舉辦演唱會，並發行個人專輯，2007年6月6日發售第2張專輯「My Best Friends」。
- MIYU（日语：長瀬実夕）：，1988年5月20日生，血型B型，星座為牡牛座，身高158cm，擔任吉他與主唱，解散後以Miyu的名義繼續歌手生涯，並曾於2006年8月參與以TUBE為中心之樂團「渚のオールスターズ」的活動，2007年新唱片公司「C.A. Mobile」簽約，預計於2007年10月10日以本名重新出道。
- MAIKO（日语：舞衣子）：，1986年7月24日生，血型O型，星座為獅子座，擔任貝斯與主唱，身高154cm，解散後改名舞衣子並組成新的樂團MARIA。
- MIZUHO（日语：MIZUHO）：，1986年12月12日生，星座為射手座，血型A型，身高153cm，於TAKAYO退團後繼任團長，擔任鼓手與主唱，2005年提出離團要求，因而導致樂團解散，之後於札幌市當地專門學校進修，畢業後動向未明，并於2008年中於takayo的live擔任嘉賓。
- TOMOKA：，1986年9月19日生，血型O型，身高160cm，2004年加入樂團，擔任吉他、鍵盤與主唱，1997年ZONE成立當初即為成員之一，成員逐漸減為五人時仍為團員之一，後因身高問題淘汰，但仍持續演藝的工作，直到2003年TAKAYO退團，樂團其他三人經檢討後力邀加入，於2008年9月1日正式復出。

## 主要歷史
- 1997年　於札幌組成。
- 1998年12月23日 演唱會 Sapporo Actors Studio“first stage”
- 1999年　發行第一張Indies單曲。
- 2001年2月　正式出道，發行單曲「GOOD DAYS」。
- 2001年　日本唱片大獎新人獎。日本有線大獎最佳新人獎。
- 2001年　首度參加NHK紅白歌合戰。演唱曲「secret base ～你給我的東西～」
- 2002年　首度舉辦巡迴演唱會「FIRST SUMMER LIVE 2002 ～子ぐまの大移動・大暴走だべさツアー～」
- 2002年　第53回NHK紅白歌合戰出場。演唱曲「夢ノカケラ…」
- 2003年　於北海道地方電視台UHB 主持番組『ぞーんぽた～じゅ』（共19回，2003年2月1日至2003年6月21日，每集24分鐘）
- 2003年　舉辦巡迴演唱「ZONE TOUR ASTRO GIRL 2003」
- 2003年　第54回NHK紅白歌合戰連續3年出場，TAKAYO離團。演唱曲「secret base ～君がくれたもの～」
- 2004年1月　TOMOKA加入。MIZUHO繼任團長。
- 2004年　舉辦巡迴演唱「ZONE SUMMER LIVE 2004～ガッツン！といっきまSHOW!!～」
- 2005年　舉辦巡迴演唱「ZONE卒業コンサート」
- 2005年4月1日　於日本武道館舉辦最後演唱會，後解散。
- 2006年2月18日 ZONE解散一週年記念企劃始動!!
- 2011年5月20日 2011年8月一個月的限定重組發表。
- 2011年8月14日・15日 重組演唱會『「10年後の8月・・・」ZONE復活しまっSHOW!!〜同窓会だよ全員集合!〜』，公佈重組活動延長致今年年底，而且只參加慈善活動。10月TOMOKA因身體因素退出活動,僅剩下MIYU、MAIKO二人。12月兩人再次宣布2012年會持續演出活動

## 主要作品

### Indies單曲
1. 　believe in love（1999年12月18日）

### 單曲
- 1. 　GOOD DAYS（2001年2月7日）資生堂廣告『ティセラ トゥインクルドリーム』商業搭配曲
- 2. 　大爆発 NO.1（2001年5月23日）
- 3. 　secret base ～你給我的東西～（2001年8月8日）TBS連續電視劇 キッズ・ウォー 主題曲
- 4. 　世界のほんの片隅から（2001年11月14日）
- 5. 　夢ノカケラ…（2002年2月14日）ハウス食品 「フルーチェ」廣告曲
- 6. 　一雫（2002年7月17日）電影アイスエイジ主題歌
- 7. 　証（2002年9月26日）
- 8. 　白い花（2002年11月27日）最终幻想战略版Advance(Final Fantasy Tactics Advance)（FFTA）主題曲
- 9. 　true blue／恋々・・・（2003年4月16日）03版原子小金剛主題曲（鉄腕アトムOP）
- 10. 　H・A・N・A・B・I ～君がいた夏～（2003年7月30日）
- 11. 　僕の手紙（2003年10月29日）日本音樂節目「HEY! HEY! HEY!」結尾曲（2003年10月・11月）
- 12. 　卒業（2004年2月4日）
- 13. 　太陽のKiss（2004年6月2日）8x4パウダースプレー廣告曲
- 14. 　glory colors ～風のトビラ～（2004年8月4日）2004年夏季甲子園主題曲
- 15. 　笑顔日和（2005年3月9日）
- 16. 　treasure of the heart～キミとボクの奇跡～（2012年6月6日）

### 專輯
- 1. 　Z（2002年2月14日）
- 2. 　O（2002年11月27日）
- 3. 　ASTRO Girlz & Boyz（ZONE with Girlz & Boyz (Run Time All Stars)）（2003年7月16日）
- 4. 　N（2004年2月18日）
- 5. 　LOVE for NANA～Only 1 Tribute～（合輯中第12首歌「Two Hearts」為ZONE演唱）（2005年3月16日）
- 6. 　E ～Complete A side Singles～（2005年4月13日）
- 7. 　ura E ～Complete B side Melodies～（2006年4月19日）（解散後發行）
- 8. 　ZONE tribute ～你給我的東西～（2011年8月10日）（一个月期限的复活活动中发行，实际为其他歌手翻唱ZONE的歌曲合集，而仅在8月一个月内贩卖的限定版中的CD2则包含了ZONE演唱的精选歌曲和新歌「約束〜August, 10years later〜」）

### DVD
- 2003年10月29日　ZONE CLIPS 01 ～Sunny Side～
- 2004年3月17日　 ZONE CLIPS 02 ～Forever Side～
- 2004年9月29日　 ZONE TV special DVD edition「ユメハジマッタバカリ」
- 2005年5月18日 　ZONE CLIPS 03 ～2005卒業～
- 2005年6月22日 　ZONE FINAL in 日本武道館　2005/04/01 ～心を込めてありがとう～
- 2006年5月24日 　ZONE　BEST　MEMORIAL　CLIPS（解散後發行）

### UMD
- 2005年6月22日 ZONE CLIPS 03 ～2005 卒業～
- 2005年6月22日 ZONE FINAL in 日本武道館　2005/04/01 ～心を込めてありがとう～

### GAME
- 2002年10月10日　WONDER　ZONE（PS2）

### 相關書籍
- 2003年11月8日　寫真集「ZONE TOUR ASTRO GIRL 2003 ファーストフォトブック」ISBN 4-04-894703-6
- 2003年1月6日　 樂譜「ギター弾き語り ZONE Songbook」ISBN 4-401-15525-4
- 2004年3月17日　書籍「ここから」ISBN 4-7897-2096-9
- 2004年11月9日　寫真集「ZONE TOUR SUMMER LIVE 2004 TOUR DOCUMENT BOOK」ISBN 4-8401-1151-0
- 2005年2月 書籍「ロック・バンドの夢伝説 ZONE」（汐文社刊 ISBN 4-8113-7925-X
- 2005年5月25日　寫真集「ZONE FINAL in 日本武道館 -卒業アルバム-」ISBN 4-8401-1250-9
- 2005年6月17日　樂譜「ZONE／E ～Complete A side Singles～」ISBN 4-8456-1199-6
- 2011年8月22日  単行本 「再会 ZONE CHRONICLES」ISBN 978-4047274860
- 2011年10月15日  寫真集「一期一会 ZONE ~2011年8月の軌跡~ The Promise of year 10th」ISBN 978-4813081371

### 電視節目
- ぞーんぽた～じゅ（2003年2月1日至6月21日）由北海道文化放送制作的電視節目，ZONE擔任主持人，當時尚未加入的TOMOKA曾以RUNZ的一員參與演出。

### 廣播節目
- 「RADIO MAGAZINE WHAT's IN?」中的固定單元「ZONEのはちゃめちゃしょぼくれトーク！」（TOKYO FM系）
- 『ZONEの思うがままに』（インターネットラジオ）
- 「今日もZONE次第」（JFN系FM）

### LIVE

#### 2001年
- 12月31日 第52回NHK紅白歌合戦（NHKホール）
  - 「secret base～君がくれたもの～」演奏

#### 2002年
- ZONE FIRST SUMMER LIVE 2002 こぐまの大移動大暴走だべさツアー（初の全国ツアー）
  - 7月30日 CLUB DIAMOND HALL（名古屋）
  - 7月31日 ZEPP OSAKA（大阪）
  - 8月2日 ZEPP FUKUOKA（福岡）
  - 8月4日 ZEPP SENDAI（仙台）
  - 8月6日 ZEPP TOKYO（東京）
  - 8月8日 ZEPP SAPPORO（札幌）
- 12月31日 第53回NHK紅白歌合戦（NHKホール）
  - 「夢ノカケラ・・・」を演奏

#### 2003年
- ZONE TOUR ASTRO GIRL 2003 ～夏だぁ!ZONEだぁ!全員集合～
  - 7月25日　ZEPP SAPPORO（札幌）
  - 7月27日　新潟フェイズ（新潟）
  - 7月28日　ZEPP SENDAI（仙台）
  - 7月30日·31日　ZEPP TOKYO（東京）
  - 8月2日　SHIBUYA-AX（東京）
  - 8月4日　ZEPP FUKUOKA（福岡）
  - 8月5日　CLUB DIAMOND HALL（名古屋）
  - 8月7日　難波Hatch（大阪）
  - 8月10日　ZEPP SAPPORO（札幌）
- 10月2日 Dream Power ジョン・レノン スーパー・ライヴ 2003（埼玉超級競技場）
  - 披頭士の「テル・ミー・ホワイ」と「ガール」の2曲を演奏のほか全員合唱曲で参加
- 12月31日 第54回NHK紅白歌合戦（NHKホール）
  - 「secret base～君がくれたもの～」演奏し、同日TAKAYO脱退

#### 2004年
- ZONE SUMMER LIVE 2004　ガッツン!といっきまSHOW!!
  - 8月7日 戶田市文化會館（埼玉）
  - 8月9日 大阪厚生年金會館 大ホール（大阪）
  - 8月12日 広島アステールプラザ 大ホール（広島）
  - 8月13日 メルパルクホールFUKUOKA（福岡）
  - 8月15日 愛知厚生年金會館（名古屋）
  - 8月19日 宮城県民会館（仙台）
  - 8月20日 新潟テルサ（新潟）
  - 8月23日 澀谷公會堂（東京）
  - 8月24日 澀谷公會堂（東京）
  - 8月28日 北海道厚生年金會館（札幌）
- ZONE SUMMER LIVE 2004　ガッツン!といっきまSHOW!!～LIVE HOUSE SPESIAL～
  - 8月10日 難波Hatch（大阪）
  - 8月17日 CLUB DIAMOND HALL（名古屋）
  - 8月26日 ZEPP TOKYO（東京）

#### 2005年

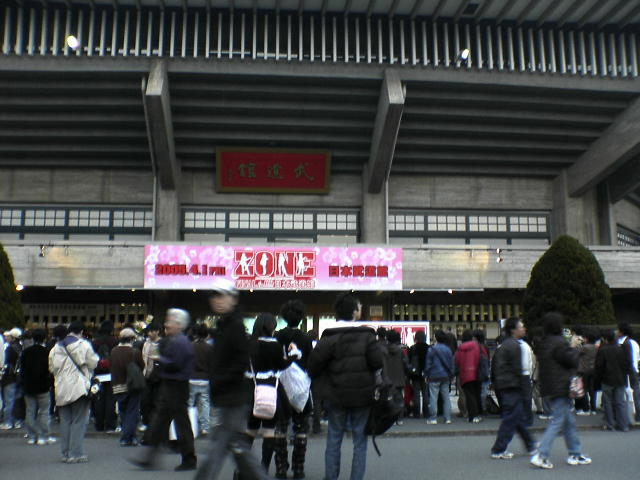
ZONE FINAL in 日本武道館

- ZONE SPRING TOUR 2005～夏まで待てない!ZONE桜ツアー～ 改め ZONE卒業コンサート
  - 3月18日 三郷市文化會館（埼玉）
  - 3月21日 大阪厚生年金會館（大阪）
  - 3月22日 愛知厚生年金會館（名古屋）
  - 3月25日 NHKホール（東京）
  - 3月28日 北海道厚生年金會館（札幌）
- ZONE FINAL in 日本武道館（ラストコンサート）
  - 4月1日 日本武道館（東京）

#### 2011年
- 8月14日・15日　「10年後の8月・・・」ZONE復活しまっSHOW!!〜同窓会だよ全員集合!〜（赤坂BLITZ）
- 8月27日「【東日本大震災復興チャリティコンサートIN秩父】ZONE～10年後の8月に最高の思い出を～」（秩父ミューズパーク）

#### 2012年
- 3月3日　ZONE Premium Live in Old Saloon 1934 〜The festival of a peach〜（札幌グランドホテル）
- ZONE 7年振りツアー「2人になりましたけど…NANIKA？」
  - 6月9日 札幌ペニーレーン２４ (札幌)
  - 6月15日  仙台Rensa (仙台)
  - 6月16日  Zepp Diver City (東京)
  - 6月23日  なんばHatch (大阪)
  - 6月24日  名古屋ダイアモンドホール (名古屋)

## 外部連結
- Sony Music官方網站 believe in ZONE （页面存档备份，存于）
- Runtime官方網站 （页面存档备份，存于）
- Runtime歌迷俱樂部「HIGH-JUMP」網站
- FENDER OFFICIAL JAPAN